# Sambuca (Instrument)
Eine Sambuca (auch Sambyke oder Sambyx genannt) war ein Saiteninstrument, das in der Antike in Gebrauch war. Möglicherweise hatten es die Griechen von den Phöniziern übernommen und gaben es an die Römer weiter. Der Sage nach soll es allerdings von Ibykos erfunden worden sein. Laut Athenaios (Deipnosoph. XIV,34) sei die Sambuca bei Parthern, Syrern und Troglodyten in Gebrauch gewesen. Über die genaue Form der Sambuca ist heute nur wenig bekannt. Sicher ist wohl, dass sie dreieckig war und mit vier Saiten bespannt, die sehr helle Töne erzeugten. Man geht davon aus, dass die Sambuca eine Harfe war, die vornehmlich von Frauen (sogenannten Sambucistriae) als musikalische Begleitung zum Essen gespielt wurde.

## Wortverwandtschaften
Sowohl das Wort sambuca, das die Römer gebrauchten, als auch das griechische sambyke waren in der jeweiligen Sprache ein Fremdwort. Vermutlich stammt das Wort aus einer nahöstlichen Sprache und ist mit dem aramäischen sabbeka der Bibel verwandt. Ebenfalls als sambuca bezeichneten die Römer ein Belagerungswerkzeug, das beim Seekampf, aber auch bei der Belagerung von Festungsbauten zum Einsatz kam. Man nimmt an, dass sich der Name der Belagerungswaffe von dem des Musikinstruments ableitet, weil beide eine ähnliche Form hatten. Außer dem Saiteninstrument gab es auch eine Flöte namens Sambuca, deren Name vom Holunder (sambucus) abgeleitet ist, aus dessen Holz die Flöte gefertigt wurde. Vermutet wurde daher, dass das Saiteninstrument ebenfalls aus Holunderholz bestand.